# Командный Чемпионат СССР по спидвею 1966

## Класс «А»
| М | Команда                    | Матч | Очки |
| - | -------------------------- | ---- | ---- |
| 1 | «Нева», г. Ленинград       | 12   | 24   |
| 2 | «СКА», г. Львов            | 12   | 16   |
| 3 | «Радуга», г. Ровно         | 12   | 14   |
| 4 | «Башкирия», г. Уфа         | 12   | 12   |
| 5 | «Восток», г. Владивосток   | 12   | 10   |
| 6 | «Салават», г. Салават      | 12   | 6    |
| 7 | «Локомотив», г. Даугавпилс | 12   | 2    |

## Класс «Б»
| М | Команда                   | Матч | Очки |
| - | ------------------------- | ---- | ---- |
| 1 | «Корд», г. Балаково       | 14   | 28   |
| 2 | «Балтика», г. Ленинград   | 14   | 22   |
| 3 | «Карпаты», г. Червоноград | 14   | 16   |
| 4 | «Спартак», г. Кадиевка    | 14   | 16   |
| 5 | «Сибирь», г. Новосибирск  | 14   | 12   |
| 6 | «Масис», г. Ереван        | 14   | 10   |
| 7 | «Калев», г. Таллин        | 14   | 5    |
| 8 | «СКА-2», г. Львов         | 14   | 3    |

## Медалисты
| «Нева», г. Ленинград | Г.Лемберг, В.Канунников, А.Белкин, Г.Вьюнов, В.Смирнов, В.Батурин, Ю.Ломбоцкий                               |
| «СКА», г. Львов      | А.Грузинцев, С.Лятосинский, В.Вольский, Е.Михель, К.Ульский, Г.Брагин, В.Трофимов, В.Ежомбик, В.Якимов       |
| «Радуга», г. Ровно   | Вик.Трофимов, В.Ульянин, Б.Савойский, Б.Горка, Л.Дробязко, Г.Заглядько, А.Раевский, Л.Рожанчук, Г.Хлыновский |